# Discestra rosacea
Discestra rosacea là một loài bướm đêm trong họ Noctuidae.